# مارک وبیک
مارک وبیک (انگلیسی: Marek Łbik؛ زادهٔ ۳۰ ژانویهٔ ۱۹۵۸) قایقران کانو اهل لهستان است.